# Коли віє вітер (комікс)
«Коли віє вітер» (англ. «When the Wind Blows») — британський графічний роман 1982 року художника Реймонда Бріґґса, яка показує ядерну атаку на Велику Британію з боку Радянського Союзу з точки зору подружжя пенсіонерів Джима і Гільди Блоґґс. Пізніше за книгою був знятий однойменний анімаційний фільм.

## Сюжет
Книга розповідає історію подружжя Блоґґс, яке вже зустрічалося в книзі «Джентльмен Джим» (англ. «Gentleman Jim»). Одного дня подружжя чує по радіо повідомлення про «початок військових дій» через три дні. Джим негайно починає будувати укриття від радіоактивних опадів (відповідно до виданої урядом брошури «Захиститися і вижити», яку він взяв у публічній бібліотеці), в той час, як подружжя згадує про Другу світову війну. Їхні спогади використовуються як для комічного ефекту, так і для того, щоб показати, як змінилася геополітична ситуація, а також як ностальгія затьмарила жахи війни. Постійною темою є оптимістичний погляд Джима та його непохитна віра в те, що уряд знає, як краще, і тримає ситуацію під повним контролем, у поєднанні зі спробами Гільди продовжувати жити звичайним життям.
Під час їх підготовки дію переривають двосторінкові похмурі ілюстрації. На першій — ядерна ракета на стартовому майданчику з написом «Тим часом на далекій рівнині...», на другій — ескадрилья з Fairchild Republic A-10 Thunderbolt II з написом «Тим часом у далекому небі...», на третій — атомний підводний човен з написом «Тим часом у далекому океані...».
Незабаром Блоґґс дізнаються про ворожі ракети, що прямують до Англії та встигають до свого укриття перед ядерним вибухом. Весь перший день вони проводять в укритті від радіоактивних опадів, але на другий день починають страждати від ломоти в тілі та все ще відчувають втому, натякаючи, що вже почали піддаватися впливу радіації та починають пересуватися будинком, піддаючи себе ще більшому радіоактивному опроміненню. Не злякавшись, вони намагаються продовжувати жити звичайним життям, так, ніби це знову Друга світова війна. Вони знаходять будинок в руїнах, без води та електрики. На третій день, неправильно прочитавши поради, надані в урядових листівках, вони приходять до висновку, що вони повинні залишатися в укритті від радіоактивних опадів лише два дні, а не два тижні. Таким чином, вони виходять на вулицю, щоб виявити, що їхній сад і, ймовірно, вся територія, по суті, перетворилася на пустку з мертвими деревами й травою в саду, і що немає ніяких звуків, таких як поїзди, які зазвичай курсують, Гільда також думає, що бомба викликала гарну погоду, оскільки день яскравий, спекотний і майже безхмарний (на відміну від ядерної зими, показаної у фільмі). Під час прогулянки вони помічають запах смаженого м'яса, не підозрюючи, що він походить від палаючих трупів їхніх сусідів.
Джим і Гільда демонструють значну розгубленість щодо серйозності того, що сталося після ядерної атаки, що породжує легку комедію, а також темні елементи: серед них — їхнє забуття того факту, що вони, ймовірно, єдині люди, які залишилися від їхнього знайомства. Наприклад, вони неодноразово повторюють, що їм треба вийти та купити харчів. По мірі того, як розвивається дія роману і закінчується їхній аварійний запас води, вони вдаються до збору дощової води. Хоча вони мудро кип'ятять її, вона все одно забруднена радіацією, і таким чином їхнє становище стає все більш безнадійним, вони починають все більше страждати від наслідків променевої хвороби. Спочатку вони страждають від головного болю і тремтіння, через кілька хвилин після бомбардування. Потім, з другого дня, Гільда страждає від блювоти та діареї. На четвертий день у Гільди починають кровоточити ясна, і вона знаходить кров у своїх випорожненнях, які вони приймають за геморой. На п'ятий день у Джима також починають кровоточити ясна; обидва страждають від синіх синців, але приймають їх за варикозне розширення вен. Нарешті, у Гільди починає випадати волосся. Відтоді вона наполягає на тому, щоб вони повернулися в укриття від радіоактивних опадів і чекали на допомогу (хоча вона так і не прийшла).
Книга закінчується похмурою ніччю, коли Гільда наполягає на тому, щоб Джим, який втратив останні залишки оптимізму, помолився; він починає вимовляти фрази з 23-го псалма, що радує Гільду. Однак, забувши рядки, він перемикається на «Атака легкої бригади», мілітаристський та іронічний підтекст якої засмучує вмираючу Гільду, яка слабко просить його не продовжувати. Нарешті, голос Джима стихає, коли він закінчує фразу: «Легкої бригади хоробрих шістсот».
Паперові мішки з-під картоплі, в які вони були загорнуті, темніють, відповідно до їхньої втрати свідомості, зростаючої слабкості й остаточної смерті. За цим слідує остання чиста біла сторінка.

## Адаптації

### Кіно
У 1986 році за мотивами книги режисером Джиммі Муракамі було знято однойменний анімаційний фільм. Подружжя озвучили сер Джон Міллз та дама Пеггі Ашкрофт. Саундтрек складається з пісень, багато з яких мають антиядерну тематику, відомих рок-музикантів та гуртів, включаючи Роджера Вотерса, Genesis та Девіда Бові.

### Театр
Сценічна версія, створена приблизно в той же час, з того часу виконувалася кілька разів.

### Радіо
У 1983 році на BBC Radio 4 також вийшла інсценізація з голосами Пітера Салліса та Бренди Брюс, режисером якої був Джон Тайдеман. Програма отримала нагороду Гільдії радіомовної преси як найвидатніша радіопрограма 1983 року.